# 元燮
元燮（？—515年10月7日），河南郡洛阳县（今河南省洛阳市东）人，追尊魏景穆帝拓跋晃之孙，征北大将军、太傅、领大司马、安定靖王拓跋休第二子，北魏宗室、官员。

## 生平
元燮担任下大夫，在魏宣武帝元恪初年承袭安定王，任太中大夫，外任征虏将军、华州刺史。元燮上表说：“恭谨思考华州官署所在地李润堡，虽然是少梁旧地，晋国、芮国分封的所在。但是外族归附，于是成为戎人聚集居住的地方。城池不是前代旧城名称，自我朝建国之初，是护羌校尉的小城堡。等到改镇设郡，靠山设立州城，利用粮食府库，没有改正名称地域。私下认为冯翊古城是羌魏两族民众的交界处，许昌和洛水水陆交汇的地方，是西汉的东部辅弼，皇魏的西部翼卫，名胜古城，实惟西部藩镇腹地。现在华州的治所岂止不是旧地，简直是住在山岗上从深涧中取水喝，水井山谷污秽杂乱，上下取水辛劳，往返有几里路。百姓背地里说长道短，有损于礼乐教化。不如冯翊，面对华山渭水，环绕平原川泽，井水浅池塘平，砍柴放牧富饶广阔。从华阴采集材料，陆路运输七十里；从龙门砍伐木材，顺流而下。增减旧城墙，工程节省用力不多，人们各自为自己，不以为辛劳。从前宋国没有水井，掘井后欣然得到人心；何况全城没有水，得到水后能不家家庆祝吗？私下听说前任刺史，不是没有这个意思，有的遇上战事，有的碰到灾年，因此离散，拖延到现在。去年收成不错，今年秋天又是大丰收，四境安定，京城没有事。男丁不用十文钱的耗费，每人不需要八十天的辛劳。损失轻微受益重大，乞求明鉴批准。”魏宣武帝于是诏令说：“一劳永逸，准许迁移。”元燮之后出任征虏将军、豳州刺史。延昌四年九月甲寅（515年10月7日），元燮在豳州去世，朝廷赠予征虏将军、朔州刺史，谥号恭。

## 家庭

### 父母
- 拓跋休，征北大将军、太傅、领大司马、安定靖王
- 蒋妃[7]

### 兄弟姐妹
- 元安
- 元愿平，北魏员外常侍
- 元永平，北魏征虏将军、南州刺史
- 元珍平，北魏司州治中
- 元贵平，北魏骠骑大将军、开府仪同三司、青州刺史、东莱王

### 王妃
- 高氏，高肇的堂姐妹，曾与元燮堂侄北海王元详通奸[8][9][10]

### 子女
- 元超，北魏光禄大夫、将作大匠、安定王
- 元琰，西魏宋安懿王
- 元氏，嫁散骑闾某[7]